# Powiat de Głogów
Le powiat de Głogów (en polonais : powiat głogowski) est un powiat appartenant à la voïvodie de Basse-Silésie dans le sud-ouest de la Pologne.

## Division administrative
Le powiat comprend 7 communes :
- Commune urbaine : Głogów
- Communes rurales : Głogów, Jerzmanowa, Kotla, Pęcław, Żukowice